# Лагуна-Бланка (Парагвай)
Лагуна-Бланка — экономическая и туристическая местность, находящаяся в Парагвае, которая охватывает сельскохозяйственные и пастбища крупного рогатого скота и озеро с известковым песком, который придаёт воде хорошую прозрачность, что хорошо для дайвинга. Площадь поверхности — 1,47 км².
Находится в департаменте Сан-Педро в округе Санта-Роса, в 28 километрах восточнее от города с одноимённым названием.